# La poupée monte le son
La poupée monte le son – singel luksemburskiej piosenkarki Laury Thorn wydany w dwóch wersjach odpowiednio 20 grudnia 2024 i 18 marca 2025. Kompozycja reprezentowała Luksemburg w 69. Konkursie Piosenki Eurowizji (2025).

## Tło i kompozycja
Utwór został napisany i skomponowany przez francuskich autorów m.in. Christophe’a Houssina, Juliena Salvia, and Ludovica-Alexandre’a Vidala. Singel jest opisywany jako hołd dla utworu „Poupée de cire, poupée de son” w wykonaniu France Gall, który zwyciężył 10. Konkurs Piosenki Eurowizji (1965). W wywiadzie Thorn stwierdziła, że „nawiązanie do piosenki która 60 lat temu wygrała Eurowizję to znakomity sposób uhonorowania Luksemburga oraz jego historii związanej z konkursem”.

## Konkurs Piosenki Eurowizji
12 maja 2024 luksemburski nadawca RTL potwierdził swój udział w konkursie. 18 listopada 2024 piosenka zakwalifikowała się luksemburskich preselekcji Luxembourg Song Contest 2025. 25 stycznia 2025 zwyciężyła w finale preselekcji zdobywszy łącznie 184 punkty w głosowaniu jurorów i telewidzów, otrzymując tym samym prawo do reprezentowania Luksemburga w Konkursie Piosenki Eurowizji 2025 w Bazylei. Utwór został zaprezentowany podczas drugiego półfinału 15 maja 2025 i zakwalifikował się do finału.

## Notowania
| Kraj            | Lista (2025)            | Najwyższa pozycja |
| --------------- | ----------------------- | ----------------- |
| Luksemburg      | Billboard               | 6                 |
| Finlandia       | Suomen virallinen lista | 46                |
| Litwa           | Singlų Top 100          | 45                |
| Holandia        | Dutch Single Top 100    | 25                |
| Szwecja         | Sweden Heatseeker       | 10                |
| Wielka Brytania | UK Download Chart       | 40                |
| Wielka Brytania | UK Singles Sales        | 41                |